# Cmentarz żydowski w Rzochowie
Cmentarz żydowski w Rzochowie – kirkut społeczności żydowskiej zamieszkującej niegdyś Rzochów i okoliczne miejscowości. Znajdował się na wschód od miejscowości w lesie, przy obecnej ulicy Kolejowej. Nie wiadomo kiedy dokładnie powstał. Stan jego zachowania jest nieznany.